# Krajowa Rada Drobiarstwa – Izba Gospodarcza
Krajowa Rada Drobiarstwa – Izba Gospodarcza (KRD–IG) – istnieje od 1991 roku. Od 11 marca 1998 roku Krajowa Rada Drobiarstwa ma statut Izby Gospodarczej.
Do KRD–IG należy ponad 100 podmiotów gospodarczych, reprezentujących hodowlę, reprodukcję, wylęgi, produkcję towarową drobiu i jaj, przetwórstwo mięsa drobiowego i jaj, zbyt drobiu i przetworów mięsa drobiowego, oraz produkcję pasz dla drobiu.

## Cele i zadania
Celem działalności Krajowej Rady Drobiarstwa – Izby Gospodarczej jest m.in. dalszy rozwój i unowocześnianie polskiego drobiarstwa, ochrona interesów hodowców i producentów drobiu oraz przetwórców mięsa drobiowego, ich integracja, reprezentowanie krajowego drobiarstwa wobec władz państwowych.
Do zadań statutowych Izby należy w szczególności:
1. przedstawicielstwo i obrona interesów zrzeszonych w niej podmiotów wobec organów państwowych, samorządowych, organizacji krajowych i zagranicznych,
2. działanie na rzecz rozwoju drobiarstwa w nowoczesnych formach organizacyjnych i technologicznych,
3. wyrażanie opinii o stanie rozwoju drobiarstwa, o projektach aktów prawnych i rozwiązań odnoszących się do funkcjonowania drobiarstwa, występowanie z inicjatywą takich aktów i rozwiązań oraz uczestniczenie w ich przygotowywaniu,
4. prowadzenie zadań powierzonych przez organy administracji rządowej i samorządowej,
5. rozwijanie współpracy z krajowymi i zagranicznymi organizacjami gospodarczymi oraz placówkami naukowymi w kraju i za granicą,
6. działanie na rzecz rozwoju i podnoszenia poziomu kształcenia zawodowego członków Izby,
7. promowanie produktów drobiarskich i osiągnięć gospodarczych członków Izby,
8. prowadzenie doradztwa i szkolenia w zakresie drobiarstwa, udzielanie pomocy organizacyjnej i prawno-ekonomicznej w działalności gospodarczej członków Izby oraz wspieranie ich inicjatyw,
9. organizowanie i tworzenie warunków do rozstrzygania sporów w drodze postępowania polubownego i pojednawczego,
10. kształtowanie i upowszechnianie zasad etyki zawodowej i rzetelności w obrocie gospodarczym,
11. wykonywanie innych zadań.

Izba realizuje swoje zadania statutowe przez:
1. świadczenia na rzecz członków pomocy, w różnych formach i zakresie, w podejmowaniu i prowadzeniu działalności zmierzającej do zastosowania osiągnięć naukowych, technicznych lub organizacyjnych,
2. współpracę z organami administracji rządowej i samorządowej oraz organizacjami gospodarczymi, społeczno-zawodowymi oraz placówkami naukowymi,
3. prowadzenie prac i programów hodowlanych, testowanie i dokonywanie ocen wartości użytkowej i jakości drobiu, produktów i przetworów drobiarskich,
4. tworzenie i prowadzenie systemów informacji gospodarczej w tym Centrum Informacji Drobiarskiej,
5. opracowywanie i wydawanie miesięcznych, kwartalnych i rocznych Biuletynów Informacyjnych, gromadzenie i przetwarzanie informacji gospodarczej na potrzeby swoich członków oraz zleconych przez organy administracji rządowej, samorządowej lub inne podmioty,
6. sporządzanie analiz, ocen, opinii i wniosków w zakresie krajowego i zagranicznego rynku drobiarskiego, opłacalności hodowli, produkcji i przetwórstwa drobiarskiego oraz bezpośrednich kosztów produkcji istotnych dla poszczególnych branż drobiarskich,
7. prognozowanie kierunków rozwoju hodowli, produkcji i przetwórstwa drobiarskiego oraz wielkości importu dla potrzeb krajowych drobiarstwa i występowanie do organów administracji rządowej z wnioskami w tym zakresie,
8. prowadzenie zadań powierzonych przez administrację rządową i samorządową oraz delegowanie swoich przedstawicieli do jej organów doradczych,
9. nawiązywanie i ułatwianie kontaktów z krajowymi i zagranicznymi organizacjami drobiarskimi dla promowania eksportu produktów i osiągnięć drobiarskich,
10. udział w targach, wystawach i giełdach w kraju i za granicą i ich organizowanie dla promowania osiągnięć i produktów drobiarskich członków Izby.
11. współpraca z placówkami naukowymi i szkołami o profilu drobiarskim, ze służbami weterynaryjnymi i sanitarnymi w zakresie profilaktyki drobiarskiej i lecznictwa,
12. współdziałanie w zakresie ochrony środowiska naturalnego i upowszechnianie zasad produkcji zdrowej żywności,
13. współdziałanie z Agencjami rządowymi i bankami w zakresie kredytowania drobiarstwa, udzielanie pomocy członkom Izby w uzyskiwaniu środków na prowadzenie działalności drobiarskiej,
14. udzielanie pomocy organizacyjnej i doradczo-konsultacyjnej członkom Izby,
15. utworzenie stałego Sądu Polubownego przy Izbie,
16. utworzenie przedstawicielstw, oddziałów, sekcji, komisji i innych jednostek oraz zespołów,
17. prowadzenie działalności gospodarczej na zasadach ogólnych, poprzez wyodrębnione jednostki organizacyjne Izby, w takim zakresie w jakim nie narusza to interesów gospodarczych zrzeszonych w niej członków,
18. inne formy niezbędne dla realizacji celów statutowych Izby.

## Zarząd
Zarząd KRD–IG składa się:
| Imię i nazwisko       | Funkcja            |
| Piotr Kulikowski      | Prezes Zarządu     |
| Rajmund Paczkowski    | Wiceprezes Zarządu |
| Adam Sojka            | Wiceprezes Zarządu |
| Władysław Piasecki    | Wiceprezes Zarządu |
| Antoni Rączka         | Członek Zarządu    |
| Krystyna Karkoszka    | Członek Zarządu    |
| Łukasz Dominiak       | Członek Zarządu    |
| Jacek Urbaniak        | Członek Zarządu    |
| Ewa Niesiobędzka      | Członek Zarządu    |
| Włodzimierz Olszewski | Członek Zarządu    |
| Halina Bielińska      | Członek Zarządu    |

## Członkostwo
Do KRD–IG należy obecnie ponad 100 podmiotów gospodarczych reprezentujących pełen przekrój branży drobiarskiej. Do członków KRD-IG należą uniwersytety rolnicze, związki hodowców i producentów drobiu, zakłady przetwórcze mięsa drobiowego, wytwórnie pasz oraz indywidualni hodowcy i producenci.
Istnieją cztery formy członkostwa:
1. Członkowie zwyczajni, w skład których wchodzą zakłady drobiarskie prowadzące ubój i przetwórstwo mięsa drobiowego, wytwórnie pasz, zakłady drobiarskie prowadzące tylko ubój lub tylko przetwórstwo, zakłady przetwórstwa jaj, fermy hodowlane, fermy reprodukcyjne drobiu, fermy towarowe produkcji żywca drobiu i jaj spożywczych, zakłady wylęgowe drobiu, zakłady przetwórstwa pierza, wojewódzkie, regionalne związki hodowców i producentów drobiu.
2. Członkowie wspierający, w tym uczelnie, instytuty naukowe, osoby fizyczne, prawne z dużym naukowym dorobkiem w zakresie drobiarstwa, Firmy produkujące na rzecz drobiarstwa
3. Członkowie honorowi, którymi mogą być osoby fizyczne zamieszkałe w Rzeczypospolitej Polskiej, jak i poza jej granicami, które przyczynią się do jej rozwoju, jak i do propagowania celów działania Izby Gospodarczej, poprzez wieloletnią pracę w organach oraz komisjach Izby lub w przypadku innego, istotnego zaangażowania się w sprawy Izby Gospodarczej.
4. Członkowie stowarzyszeni, którymi mogą być podmioty i osoby mające siedzibę poza granicami Rzeczypospolitej Polskiej i które prowadzą działalność wymienioną w ust. 2 i 3 Statutu KRD–IG lub identyfikują się z celami Izby Gospodarczej.